# Ункоку Тоґан
Ункоку Тоґан (1547 — 25 червня 1618) — японський художник періоду Адзуті-Момоями і початку періоду Едо. Засновник школи Ункоку.

## Життєпис
Походив з самурайського роду Хара. Другий син Хара Наойє, володаря замку Нокомі в провінції Хідзен. Народився 1547 року у місті Нагасакі. Отримав ім'я Дзіхей. Замолоду зробив блискучу військову кар'єру. У 1570-х роках поступив на службу до даймьо Морі Терумото.
Втім в 1584 році зі смертю батька його життя змінилося: він втратив політичне і матеріальне становище і, ймовірно, почав займатися живописом. Навчався у представника школи Кано — Сьоея або Ейтоку. Потім зазнав впливу художника Сессю. На честь майстерні останнього Ункоку-анХара Дзіхей змінив прізвище на Ункоку. Свої роботи він підписував «мальовано Ункоку, нащадком Сессю».
1593 року отримав замовлення від Морі щодо створення копії сувою Сессю відомого як «Дового пейзажу», за успішне виконання роботи отримав землю і будинок в місті Ямаґуті, де заснував власну майстерню. Тоді ж взяв ім'я Тоґан. При цьому виграв тривале суперництво у художника Хасеґава Тохаку. З цього часу Ункоку отримав право називати себе «послідовником Сессю в п'ятому поколінні».
З кінця 1590-х років Тоґан працював переважно в Кіото, але при цьому підтримував зв'язки з північними монастирями неподалік від Кіото, які підтримувалися кланом Морі. Згодом стає буддистським ченцем і настоятелем храму в Ямаґуті, де помер 1618 року. Розвиток його школи продовжили син Ункоку Тьоекі.

## Творчість
Створював переважно пейзажі у реалістичній манері. Більшість творів чорно-білих, таких як 44 розсувних дверей (фусума) для Будимку настоятеля у храмі Обай-ін монастиря Дайтоку-дзі в Кіото і ширми із зображенням оленів і гори Йосіно для цього ж монастиря, фусума «Сливи і ворони», а також ширма «Весняно-літній пейзаж». Зразком майстерності у створені великих вертикальних сувоїв є роботи в храмі Фумон-ін монастиря Тофуку-дзі (Кіото). Сюжети шестистулкових ширм взяті з китайської та японської історії. Відомою є «Су Дунпо, що дивиться на мула, який впирається».
Стиль Ункоку Тоґана поєднував стилі Сессю у зображенні класичних пейзажів сансуй, написаних тушшю твердими і прямими лініями. Також серед творів є розфарбовані картини, темою яких були «квіти і птахи», а також нечисленна кількість творів жанрового живопису.